# Blasturm (Schwandorf)

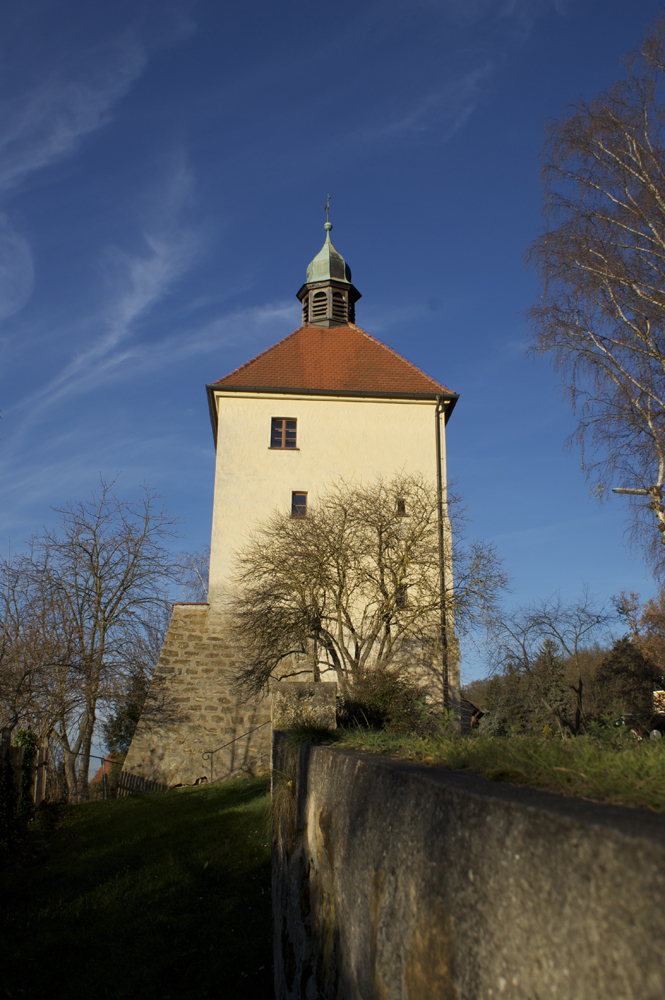
Blasturm von Schwandorf heute

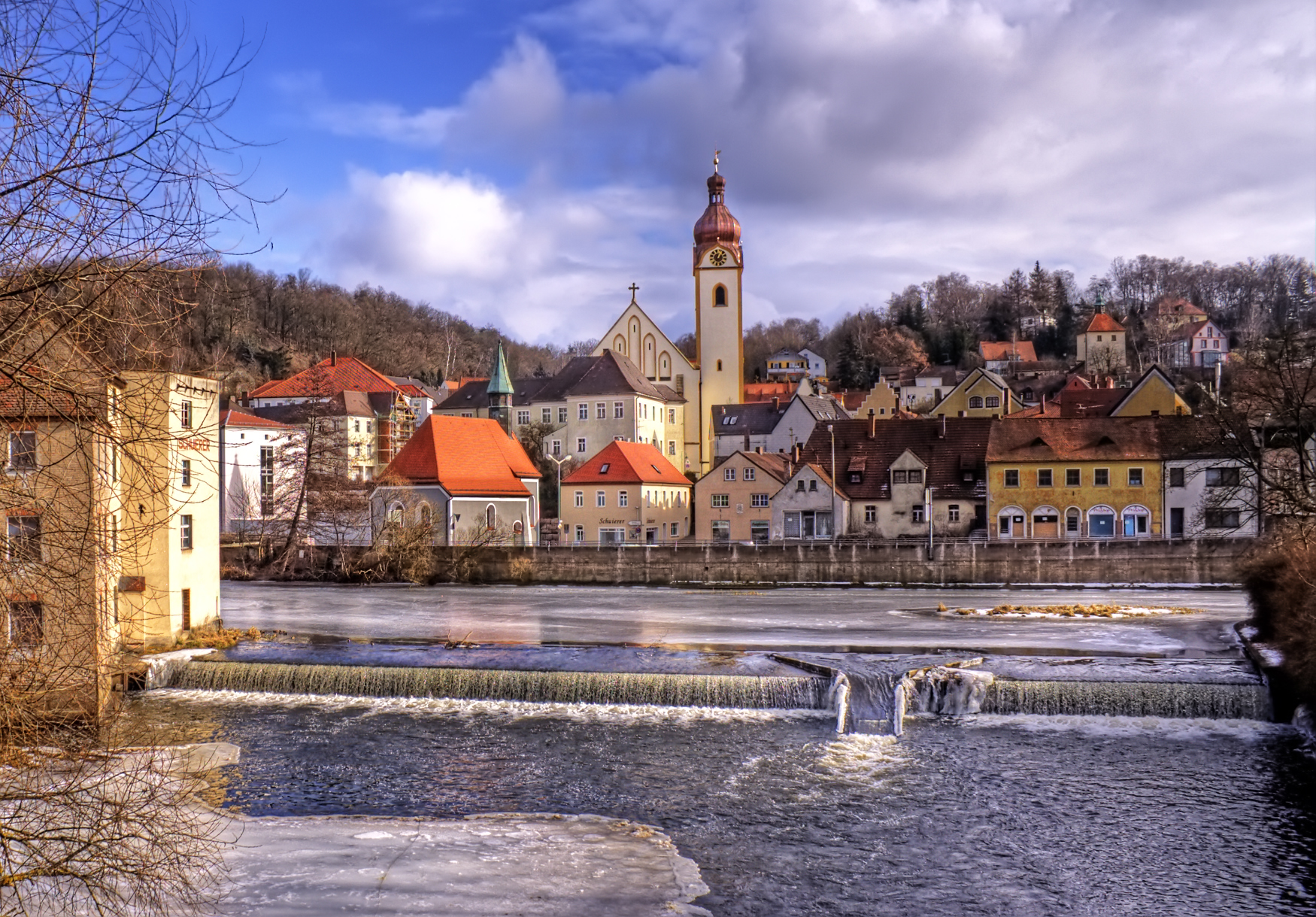
Blasturm am Weinberg, drittes Gebäude von rechts

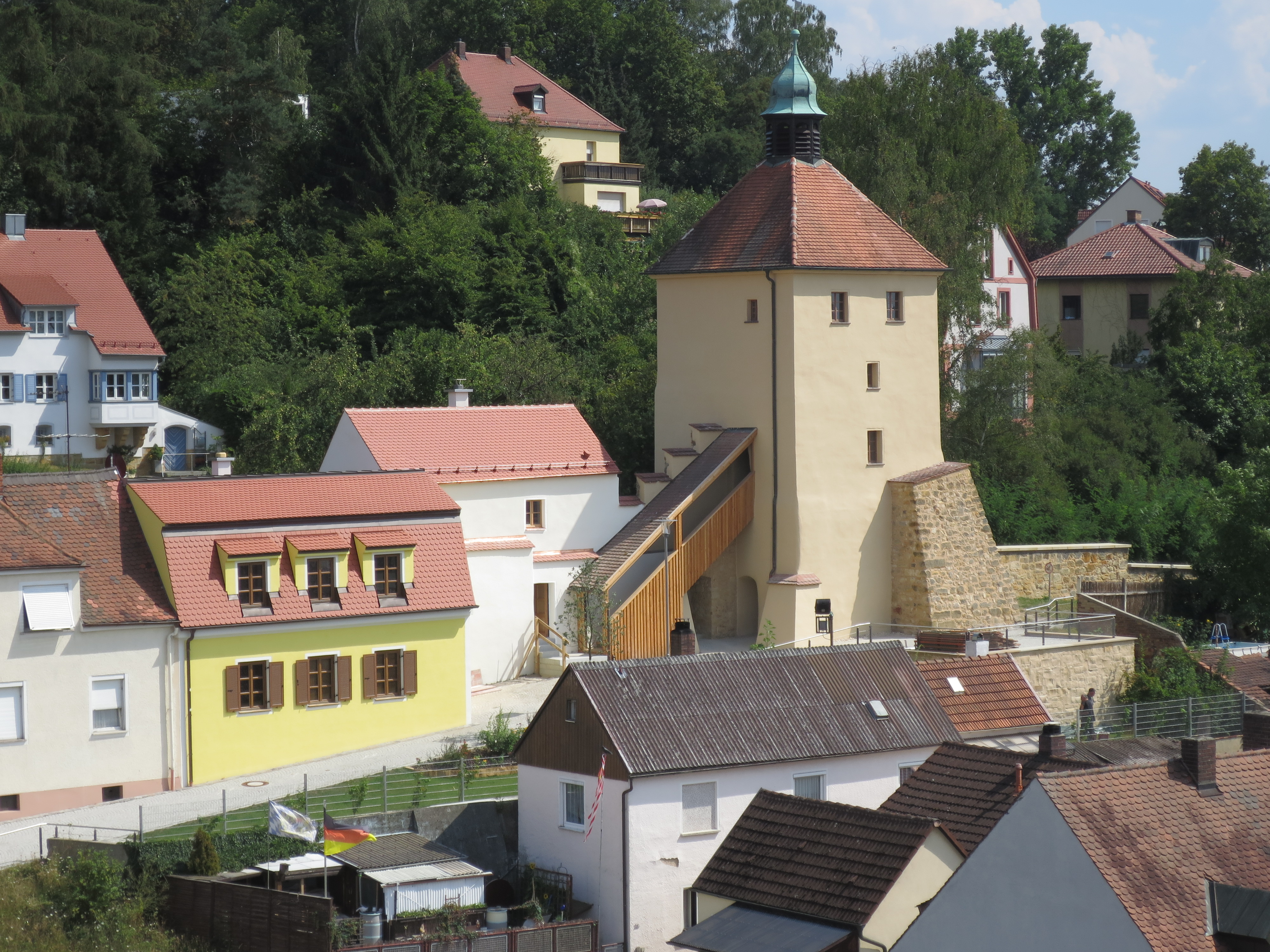
Blasturm vom Kirchturm von St. Jakob aus gesehen

Der denkmalgeschützte Blasturm war Teil der Stadtmauer von Schwandorf (heute Blasturmgasse 4).

## Geschichte
Nach einer Urkunde vom 6. Dezember 1459 begann Schwandorf, eine Stadtmauer zu bauen. Zu diesem Zeitpunkt übertrug Herzog Albrecht III. der Stadt Schwaingkendorf das Recht, eine zusätzliche Steuer auf Wein, Met und Bier zu erheben, wobei die Einnahmen für den Bau von Befestigungsanlagen verwendet werden sollte. Schwandorf war zum damaligen Zeitpunkt die Grenzstadt zwischen dem Herzogtum Bayern-München und der ebenfalls von Wittelsbachern regierten Kurpfalz. Erst 1452 hatte Albrecht III. auf dem Klagsweg die Rückgabe des verpfändeten Gebiets erreicht. Die Stadt war wegen des Naabüberganges und als Kreuzungspunkt wichtiger Verkehrsverbindungen besonders wertvoll.
Die 1,3 Kilometer lange Mauer umfasste den mittelalterlichen Kern von Schwandorf mit der Burganlage, dem Marktplatz, der Pfarrkirche und dem Spital. Die Mauerstärke hat 1,2 m betragen und angeblich war die Mauer zwischen 40 und 50 Fuß (13 bis 16 m) hoch; dies scheint aber nach den heute noch vorhandenen Resten zu schließen stark übertrieben zu sein. Die Mauer war mit Brustwehren und Schießscharten versehen, davor lagen ausgemauerte und teils wassergefüllte Gräben. Die Mauer besaß vier eckige Türme und acht Halbrundtürme. Auf der Naabseite wurde auf eine Ummauerung verzichtet, da hier die Stadt durch den Fluss ausreichend geschützt erschien. Die Mauer entstand in zwei Bauabschnitten, wobei die Südmauer mit einem Tor den älteren Teil darstellt. Die Mauer auf dem Weinberg mit dem Blasturm ist etwas späteren Datums. Als erstes Tor wurde das Regensburger Tor 1479 vollendet. 1503 wird ein zweites Tor (Spital- oder Wassertor auch Amberger Tor genannt), das im Spitalviertel stand und den Naabübergang sicherte, erwähnt. Das dritte, das Ettmannsdorfer Tor, lag an der heutigen Einmündung der Ettmannsdorfer Straße zum Adolph-Kolping-Platz. Nach den Aufzeichnungen in den Taufmatrikeln wurde es um 1568 neu eingefügt. Am höchsten Punkt der Stadtmauer steht der Blasturm, der 1555 als neuer Turm oder Neuturm Erwähnung findet. Dieser besaß keine Durchfahrt, sondern wurde als Wach- und Wohnturm für den als Kirchturm verwendeten alten Turm erbaut.

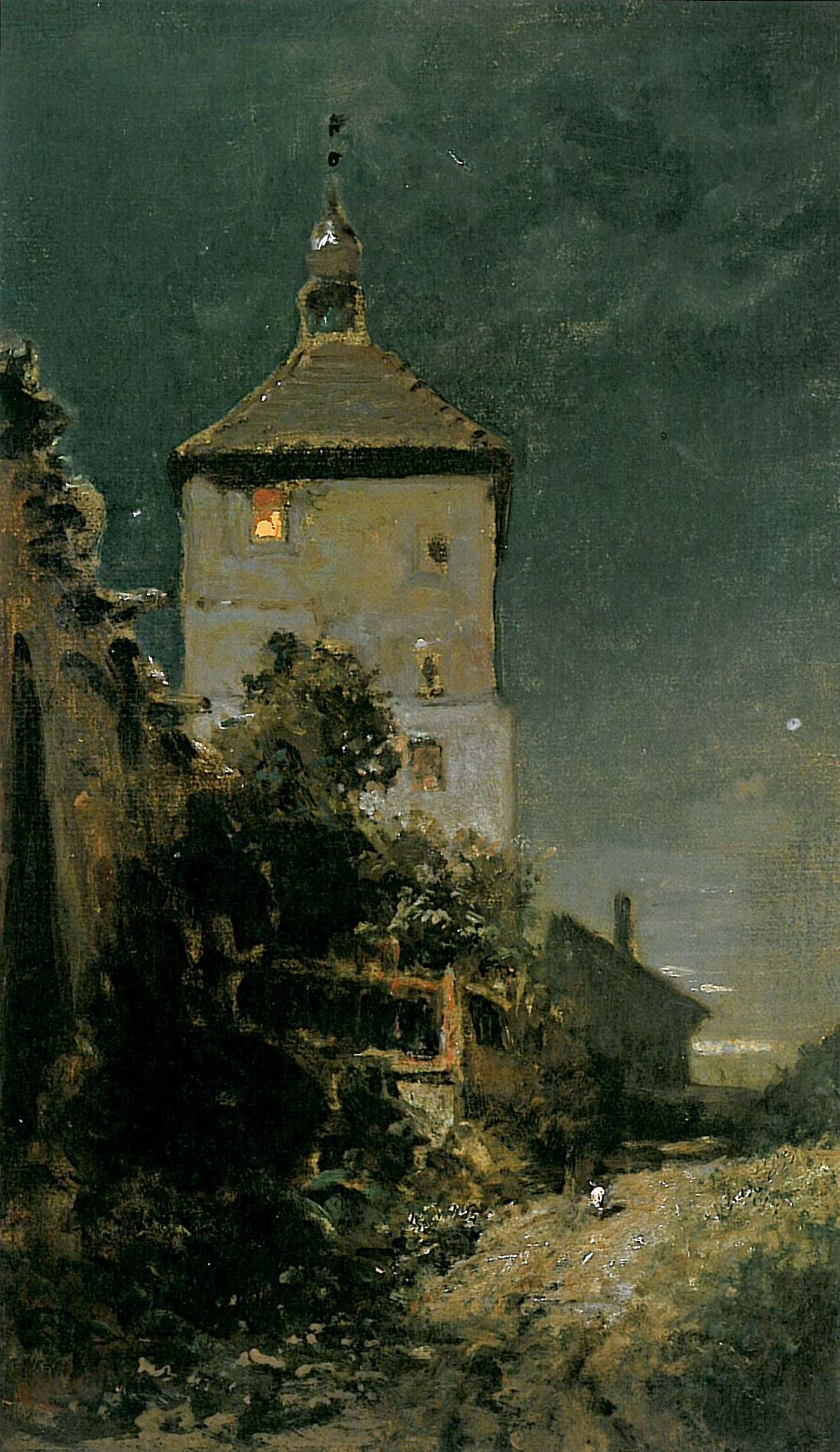
Blasturm nach einem Bild von Carl Spitzweg

In dem Blasturm wohnte ein Türmer, der die Bürger vor einer Feuersbrunst oder Kriegsgefahr zu warnen hatte. Ursprünglich stand diesem ein Feuerhorn zur Verfügung, seit 1754 ist ein Feuerglöckchen bezeugt, das aus der Pfarrkirche St. Jakob stammte. Mit einer roten Fahne und nachts mit einer Laterne musste der Türmer die Richtung anzeigen, aus der die Gefahr drohte. Zudem musste er das Herannahen der Postkutsche mit einem Horn melden. Einer dieser Türmer war der Vater von Konrad Max Kunz, Schöpfer der Bayernhymne. Letzte Türmerin war Karolina Luschner, die nach dem Tod ihres Gatten 1899 das Amt bis zu ihrem Tod am 9. April 1929 versah. Von dieser Familie leitet sich auch die im Volksmund gelegentlich benützte Bezeichnung Luschnerturm ab.
Der Blasturm war für Carl Spitzweg ein Motiv, der ihn 1860 malte („Schwandorfer Stadtturm im Mondschein“). Das Bild hängt heute im Museum Georg Schäfer, nachdem die Stadt Schwandorf es 1960 abgelehnt hatte, das Bild für 27.000 Deutsche Mark zu erwerben.

## Gebäude
Das Gebäude hat einen nahezu quadratischen Grundriss mit einer Seitenlänge von 7,50 Meter mal 7 Meter. Die Wandstärke des Unterbaues beträgt 1,65 Meter, verjüngt sich nach oben und erreicht unter dem Dach eine Stärke von 0,85 Meter. Auch die Höhe der einzelnen Stockwerke ist verschieden, sie beträgt ohne Grundmauer bis zur Dachspitze 20,48 Meter. Das gewölbte Erdgeschoss hat mit den Obergeschossen keine Verbindung. Das erste Obergeschoss erreicht man über eine Holzstiege an der äußeren, inneren Stadtmauerflutseite, wie dies bei solchen Befestigungstürmen ohne Durchfahrt, üblich war. Die weiteren Obergeschosse sind durch Innenstiegen erschlossen. Die oberen Geschossdecken sind Holzbalkenkonstruktionen. Der Turm hatte neben seiner Laterne noch einen gemauerten Kamin. An der Nordseite, im dritten Obergeschoss, war einst ein hölzerner Anbau mit einem im Freien endenden Fallrohr – eine Toilettenanlage.

## Blasturm heute
Unmittelbar nach dem Zweiten Weltkrieg wurde in dem leer stehenden Turm ein Heimatmuseum eingerichtet. Nachdem das Museum 1963 in neue Räume umzog, stand der Turm erneut über Jahre leer. 2006 eröffnete hier ein neues, kleines Museum, das an den Beruf des Türmers und an Carl Spitzweg erinnert.
Der Turm besitzt ein Pyramidendach und ist mit einer Laterne über rechteckigem Grundriss ausgestattet. Nach Süden schließt ein etwa 50 m langes Reststück der Stadtmauer an.
Der Blasturm ist das einzige noch vollständig erhaltene Relikt der Schwandorfer Stadtmauer. Der Spitaltorturm wurde um 1847 abgerissen, das Regensburger Tor wurde 1860 dem Boden gleichgemacht und das Ettmannsdorfer Tor verschwand 1870. Die übrigen Türme und Halbtürme wurden zu Wohnhäusern umgebaut oder in solche integriert. Etliche noch erhaltene Mauerreste können in der Stadtmauergasse, der Weinbergstraße oder Böhmischen Torgasse besichtigt werden.